# Биопсија
Биопсија (грчки: bios = живот, opsein = гледати/изглед) представља медицинску технику које укључује узимање ћелија или ткива ради испитивања. Ткиво се или испитује под микроскопом, или може бити хемијски испитивано (на пример, коришћењем PCR методе). Када се узима само део ткива, таква процедура се назива инцизиона биопсија или биопсија сржи. Када се цела израслина или сумњива површина уклања, та процедура се назива ексцизиона биопсија. Узимање дела ткива или неке телесне течности иглом представља процедуру која се назива аспирациона биопсија или пункција.
Узорак за биопсију се често узима са места промене на ткиву када је узрок болести непознат или када је постоји нека сумња на хистолошку промену. Васкулитис, на пример, се најчешће дијагностикује биопсијом. Поред тога, патолошко испитивање користи биопсију како би утврдио да ли је ткивна промена бенигна или малигна, и такође се може помоћу ње одредити разлика између различитих типова тумора. За разлику од биопсије, којом се најчешће узима само део промене, патологија врши испитивања на великим узорцима (који се узимају ресекцијом), слично као што хирурзи уклањају промењено ткиво. 
Када се узме узорак ткива, мора се ставити у фиксир (на пример, алкохол) који ће одржати ткиво да не би дошло до распадања истог под утицајем бактерија и физичког или хемијског оштећења ткива. Уколико дође до оштећења узорка може се резултат микроскопирања таквог ткива погрешно протумачити или се мора узимати поновни узорак. Када такав узорак стигне на хистолошку обраду примењују се хистолошке методе припремања узорка за посматрање под микроскопом.
Добром анализом узетог узорка се може установити да ли се патолошки процес проширио или да ли постоји могућност да се даље шири. Термини чист узорак или негативан узорак значи да патолошке промене нису нађене ван ивица узетог узорка. Позитиван узорак, с друге стране, значи да је болест нађена и да је потребно лечење.

## Историја
Арапски лекар Абулкасис (1013–1107) развио је једну од најранијих дијагностичких биопсија. Иглом је пробушио струму, а затим је карактерисао материјал.

### Етимологија
Термин биопсија одражава грчке речи βίος bios, „живот“ и ὄψις opsis, „призор“.
Француски дерматолог Ернест Бење увео је реч biopsie у медицинску заједницу 1879. године.

## Медицинска употреба

### Канцер
Када се сумња на рак, могу се применити различите технике биопсије. Ексцизиона биопсија је покушај да се уклони цела лезија. Када се узорак процењује, поред дијагнозе, количине незахваћеног ткива око лезије, прегледа се хируршка ивица узорка да би се видело да ли се болест проширила изван подручја на којем је биопсија извршена. „Јасне ивице“ или „негативне ивице“ значе да на ивицама биопсијског узорка није пронађена болест. „Позитивне маргине“ значе да је болест пронађена и да ће можда бити потребна шира ексцизија, у зависности од дијагнозе.
Када интактно уклањање није индиковано из различитих разлога, део ткива се може узети у инцизијској биопсији. У неким случајевима, узорак се може прикупити помоћу уређаја који „гризу” узорак. Различите величине игле могу прикупити ткиво у лумену (биопсија језгра). Игле мањег пречника сакупљају ћелије и кластере ћелија, аспирационе биопсије фином иглом.
Патолошки преглед биопсије може утврдити да ли је лезија бенигна или малигна и може помоћи у разликовању различитих врста рака. За разлику од биопсије која само узоркује лезију, већи узорак за ексцизију који се зове ресекција може бити послат патологу, обично од хирурга који покушава да искорени познату лезију код пацијента. На пример, патолог би прегледао узорак за мастектомију, чак и ако је претходна неексцизиона биопсија дојке већ утврдила дијагнозу рака дојке. Преглед комплетног узорка мастектомије би потврдио тачну природу канцера (подкласификацију тумора и хистолошку „градацију“) и открио степен његовог ширења (патолошки „стадијум“).

### Течна биопсија
Постоје две врсте течне биопсије (која заправо није биопсија, јер су то тестови крви који не захтевају биопсију ткива): тестови циркулишућих туморских ћелија или тестови циркулишуће ДНК тумора без ћелија. Ове методе обезбеђују неинвазивну алтернативу за поновљене инвазивне биопсије за праћење лечења рака, тестирају доступне лекове против циркулишућих туморских ћелија, процењују мутације у канцеру и планирају индивидуализоване третмане. Поред тога, пошто је рак хетерогена генетска болест, а ексцизионе биопсије дају само снимак у датом времену неких брзих, динамичних генетских промена које се дешавају у туморима, течне биопсије пружају неке предности у односу на геномско тестирање засновано на биопсији ткива. Поред тога, ексцизионе биопсије су инвазивне, не могу се више пута користити и неефикасне су у разумевању динамике прогресије тумора и метастаза. Откривањем, квантификовањем и карактеризацијом виталних циркулишућих туморских ћелија или геномских промена у CTC-има и ДНК без ћелија у крви, течна биопсија може пружити информације у реалном времену о фази прогресије тумора, ефикасности лечења и ризику од метастаза рака. Овај технолошки развој могао би да омогући дијагнозу и управљање канцером на основу поновљених тестова крви, а не из традиционалне биопсије.
Тестови циркулишућих туморских ћелија су већ доступни, али углавном још увек нису покривени осигурањем и у развоју су од стране многих фармацеутских компанија. Ови тестови анализирају циркулишуће туморске ћелије (CTC). Анализа појединачних CTC је показала висок ниво хетерогености уочен на нивоу једне ћелије за експресију и локализацију протеина, а циркулишуће туморске ћелије одражавају примарну биопсију и промене које се виде на метастатским местима.
Анализа циркулишуће туморске ДНК без ћелија (cfDNA) има предност у односу на анализе циркулишућих туморских ћелија у томе што постоји приближно 100 пута више ДНК без ћелија него што има ДНК у циркулишућим туморским ћелијама. Ови тестови анализирају фрагменте ДНК туморске ћелије које тумори непрекидно избацују у крвоток. Компаније које нуде cfDNA тестирање секвенцирања следеће генерације укључују дијагностику личног генома и Guardant Health. Ови тестови постају све шире распрострањени када биопсија ткива нема довољно материјала за тестирање ДНК или када није безбедно урадити процедуру инвазивне биопсије, судећи према недавном извештају о резултатима на преко 15.000 узнапредовалих пацијената са раком секвенцираним овим тестом.
Једна студија крви 846 пацијената са 15 различитих врста рака из 2014. године у 24 установе успела је да открије присуство ДНК рака у телу. Пронашли су ДНК тумора у крви више од 80 одсто пацијената са метастатским карциномима и око 47 одсто оних са локализованим туморима. Тест не указује на места тумора или друге информације о тумору. Тест није дао лажне позитивне резултате.
Такви тестови такође могу бити корисни за процену да ли су малигне ћелије заостале код пацијената чији су тумори хируршки уклоњени. Очекује се да ће до 30 посто имати рецидив јер неке туморске ћелије остају. Почетне студије су идентификовале око половине пацијената који су касније имали рецидив, опет без лажних позитивних резултата.
Друга потенцијална употреба је праћење специфичних ДНК мутација које покрећу тумор. Многи нови лекови против рака блокирају специфичне молекуларне процесе. Такви тестови би могли да омогуће лакше циљање терапије против тумора.